# Guerres samnites
Les Guerres Samnites foren un conjunt d'enfrontaments entre la primera República Romana i les tribus del Samni, al llarg de mig segle, que van implicar gairebé tots els estats d'itàlics, i que acabà amb la dominació romana sobre els samnites. Els samnites controlaven el territori entre els Apenins i el sud-est el Latium i foren un dels rivals més formidables de l'antiga Roma.

## Primera Guerra Samnita
Durant segles els samnites habitants dels Apenins havien lluitat per dominar les planes entre les muntanyes i la Mediterrània. Però els etruscs i els llatins els havien mantingut a ratlla, i des de mitjans del segle v aC s'havien expandit no cap al Latium sinó a l'est i sud-est. Havien començat a establir-se a la Campània on s'havien acostumat a una vida més civilitzada, esdevenint menys bel·licosos, cosa que encaixava malament per afrontar els seus parents de les terres altes. Al mitjans del segle iv aC, el grup més poderós dels habitants de les terres altes, els samnites confederats, davallaven cap a les terres dels seus precursors civilitzats a la Campània. Més a l'est i sud, els lucans i els brucis estaven pressionant les colònies gregues de la Magna Grècia. Els pastors-guerrers samnites de les muntanyes pròximes desitjaven utilitzar els herbassars de les planes per als seus animals; terres que els habitants de les planes havien tancat. Els grecs sol·licitaren l'ajuda a l'Epir; aquells a les planes, els campanis, apel·laren a Roma i Roma anà al seu rescat. Els enviats de Roma es dirigiren als líders entre la gent de les terres altes per a discussions i foren tractats rudement. La guerra entre Roma i els samnites fou llavors inevitable.
La Primera Guerra Samnita fou breu. Fou marcada per victòries romanes (Batalla del Mont Gaurus) en el camp i per un motí per part part de la soldadesca, que fou suprimit pel sentit comú compassiu del distingit dictador Marc Valeri Corv, del qual es deia que havia vençut un campió gal en el combat singular en la seva joventut. La guerra durà dos anys, acabant en 341 amb Roma triomfant i el samnites disposats a fer la pau. La guerra acabà amb una pau precipitada mentre els romans desertaven els campanis i deixaven una rebel·lió que haurien de solucionar els seus aliats llatins (Guerra llatina). Els membres de la Lliga llatina s'havien vist forçats a participar en la Guerra Samnita sense la seva consulta, i els molestava la seva dependència de Roma.
Malgrat la seva brevetat, la Primera Guerra Samnita ocasionà l'adquisició romana de la terra rica de Campània amb la seva capital de Càpua. Els historiadors romans modelaren la seva descripció de la guerra basant-se en l'historiador grec Tucídides sobre la revolta de la Guerra del Peloponès entre Atenes i Esparta. No obstant això, probablement van ser correctes manifestant que els campanis, en lluitar sobre la ciutat de Càpua amb els samnites, s'aliaren amb Roma per solucionar la disputa. Si fos així, aquest podria haver estat el primer de molts casos en què Roma marxava a la guerra després de ser convidada a una aliança per un estat més dèbil ja en guerra. Una vegada convidada, Roma normalment absorbia l'estat aliat després de derrotar el seu adversari. En tot cas, Campània va quedar ara d'alguna manera fermament unida a Roma; i fins i tot és probable que se'ls concedís la ciutadania romana sense el dret de vot a Roma (civitas sine suffragio). Campània aportà a Roma força i mà d'obra.

## Segona o Gran Guerra Samnita
El 327 aC, la guerra esclatà altre cop entre els samnites de les terres altres i els habitants de les terres baixes a la plana de Campània. El samnites establiren una guarnició a Nàpols, que era una ciutat habitada per grecs. Una altra vegada la gent de la plana buscava l'ajuda de Roma, i una altra vegada Roma marxava a la guerra contra els samnites.
Els romans aviat es van enfrontar als samnites al mig de la vall del Liris, encetant la Segona, o Gran Guerra Samnita (326-304 aC), que durà vint anys i no fou una aventura defensiva per a Roma. Durant la primera part de la guerra Roma patí serioses derrotes, però la segona meitat veié la recuperació de Roma, reorganització, i definitivament la victòria.
Al principi els exèrcits romans van tenir èxit i van aconseguir que el 321 aC els samnites demanessin la pau. Però els termes oferts eren tan estrictes que es rebutjaren i la guerra continuà.
El mateix any (321 aC) els dos cònsols, portant una força que envaí el Samni, foren atrapats en un port de muntanya anomenat les Forques Caudines on no podien ni avançar ni retirar-se, i després d'una lluita desesperada haurien estat anihilats si no s'haguessin sotmès als humiliants termes imposats pel vencedor, el líder samnita Gai Ponci. Les tropes foren desarmades i foren obligats a passar sota el jou, home per home, com a enemic vençut i desacreditat. Aquest ritual antic era una forma de subjugació perquè el derrotat s'havia d'inclinar i passar per sota el jou que s'usava per als bous. En aquest cas era un jou fet de llances romanes, ja que la major indignitat per a un legionari era perdre la seva llança.
Sis-cents equites s'havien de lliurar com a ostatges. Mentrestant els cònsols captius es comprometien a un tractat de cinc anys en els termes més favorables pels samnites. Tanmateix, els historiadors romans posteriors intentaren negar aquesta humiliació inventant històries sobre el rebuig de Roma a aquest tractat de pau i una suposada revenja sobre els samnites.
La guerra s'aturà durant cinc anys, i mentre Roma esperava que expirés el tractat, reforçà els seus exèrcits mitjançant el reclutament creixent.
El 320 i el 319, els romans retornaren per la revenja contra els samnites i els derrotaren en el que l'historiador romà Titus Livi descrivia com un dels esdeveniments més grans en la història romana. El 315 aC, després de la represa d'hostilitats, Roma patí una derrota a Lautulae.
Fins al 314 aC, l'èxit semblava estar del costat dels samnites. La Campània estava a punt d'abandonar la unió amb Roma. S'establí la pau entre Roma i algunes ciutats samnites. A continuació, l'any 311 van tornar a bufar nous vents quan els samnites es van unir a les ciutats etrusques que havien decidit unir-se a un enfrontament contra el poder romà. La implicació dels etruscs el 311 aC durà uns quaranta anys fins l'arribada de la pau final.
Després del primer xoc, els romans contínuament derrotaren els seus dos enemics. La guerra es convertí en una competició pel domini territorial, la major part de la península Itàlica. Entre el 311 i el 304 aC, els romans i els seus aliats guanyaren un seguit de victòries tant contra els etruscs (310 aC a Perusia) com contra els samnites. El 308 aC els etruscs demanaren la pau que es concedí en termes força severs i el 304 aC els samnites obtingueren la pau en termes probablement durs però no asfixiants. Com a garantia, els romans demanaren inspeccions, i la pau s'establí entre els romans i els samnites que es mantingué fins al 298 aC.
Les fonts documentals antigues afirmen que Roma, inicialment, va aplicar tàctiques prestades dels hoplites (per exemple, l'ús de la falange) sobre els etruscs (utilitzats durant els segles VI o V aC), però més tard adoptaren el sistema de manípuls dels samnites, probablement com a resultat de l'èxit samnita en aquells temps. La formació de manípuls seguia un patró semblant al d'un tauler de dames, on els quadres negres serien grups de soldats separats d'altres grups, com els quadrats sense color. Era molt més flexible que la formació d'hoplites sòlidament concentrada, i permetia a l'exèrcit maniobrar millor en terreny abrupte. El sistema es mantingué durant la república i l'imperi.
Va ser durant aquests mateixos anys que Roma organitzà una flota armada rudimentària, construí les seves primeres carreteres militars (la construcció del Via Àpia s'inicià el 312 aC i la Via Valèria el 306), i augmentà el gruix de la seva lleva anual (de 2 a 4 legions) degut a l'augment d'oficials. Anteriorment per ser tribú militar o per ser membre de la cavalleria calia pertànyer a la classe patrícia, els fills dels que també havien estat cavallers, però durant aquesta època es van començar a admetre a més als fills d'altres terratinents.
Durant el període 334–295 aC, Roma fundà 13 colònies contra els samnites i creava sis tribus rústiques noves al territori annexionat. Durant els darrers anys de la guerra, els romans estengueren el seu poder també al nord d'Etrúria i Úmbria. Unes quantes campanyes reeixides forçaren les ciutats d'aquestes àrees a convertir-se en aliats de Roma.

## Tercera Guerra Samnita
Durant els anys d'entreguerres la República Romana continuà expandint el seu poder al centre de la península Itàlica. Els eques foren esclafats en una campanya curta l'any 304 aC. Les tribus veïnes dels abruzzi, els marsis, els pelignes, els marruquins i els frentans, formalitzaren tractats d'aliança permanents amb Roma aquell mateix any i els vestins el 302 aC. Roma consolidà aquests beneficis fundant colònies a Sora, Alba Fucens, i Carseoli. Les hostilitats amb els estruscs continuaren l'any 302 aC i el 299 aC Roma capturava la ciutat úmbria de Nequinum tal que prop de l'inici de la Tercera Guerra Samnita el 298 els romans estaven lluitant una altra vegada en fronts múltiples. La Tercera Guerra Samnita és el primer intent dels pobles de la península Itàlica d'unir-se contra Roma mentre, ja que els samnites unien forces amb els etruscs, umbres i gals al nord.
El 298 aC els romans elegiren com a cònsols a Luci Corneli Escipió Barbat i Gneu Fulvi Màxim Centumal. El sarcòfag de l'anterior s'ha conservat on hi ha inscrit un epitafi que afirma que ell «capturà Cisauna i Tauràsia a Samnium, sotmeté tota Lucània i portà ostatges». La inscripció no manifesta en quin any ocorregueren aquests esdeveniments, i és probable que es refereixi a les proeses d'Escipió al llarg del seu consolat, el cim de la seva carrera política. La datació de la inscripció es discuteix, amb pressupòsits que van des del segon terç del segle iii aC fins als inicis del segle ii aC. Tanmateix, fins i tot suposant que la data més recent sigui la més precisa, la inscripció seria el testimoni més antic de les guerres samnites.
Segons Titus Livi i Dionís d'Halicarnàs la guerra s'originà per un atac samnita contra els lucans. Incapaç de resistir, els lucans enviaren ambaixadors i ostatges a Roma per demanar una aliança. Els romans decidiren acceptar l'oferta d'aliança i enviaren fecials per negociar que els samnites evacuessin Lucània, tanmateix aquests hi renunciaren i esclatà la guerra. En l'opinió de Dionís la causa veritable de la guerra no era compassió romana pels febles lucans, sinó per la por que els samnites guanyessin poder si sotmetien els lucans. Roma bé podia haver buscat deliberadament una nova guerra amb Samnium per aliant-se amb els seus enemics.
Livi escriu que els cònsols del 298 aC dividiren els comandaments: Etrúria per Escipió i Samnium per Fulvi. Escipió marxà llavors a Volterra on va tenir un enfrontament no decisiu amb els etruscs abans de retirar-se a Falerii, on establí el campament i començà a destruir el país etrusc. Mentrestant es diu que Fulvi guanyà una batalla contra els samnites a Boviànum i llavors atacà i capturà primer Boviànum i després Aufidena. Fulvi celebrà un triomf per les seves victòries contra els samnites en aquesta zona. Sext Juli Frontí, en el seu llibre sobre estratègies militars, en descriu tres emprades per un "Fulvius Nobilior" mentre lluitava contra els samnites a Lucània. El cognomen Nobilior no és altrament enregistrat abans del 255 aC, molt temps després d'acabades les guerres samnites. Una explicació acceptable d'això és que Nobilior sigui un error i els estratagemes s'haurien d'atribuir al cònsol del 298 aC. Tanmateix, l'epitafi d'Escipió afirma que fou ell el que lluità amb els samnites, però no a Boviànum i Aufidena, sinó a Tauràsia i Cisauna. Tauràsia estaria molt probablement a la vall de Tammaro, la ubicació de Cisauna és desconeguda. L'assumpte és més complicat pel que fa als Fasti Capitolini, segons els quals Fulvi triomfà tant sobre els samnites com sobre els etruscs.
Donades aquestes contradiccions és impossible conciliar perfectament les fonts disponibles. Als historiadors moderns els agradaria donar primacia a l'epitafi d'Escipió com a font més antiga. A més la narració de Livi és problemàtica, especialment la suposada captura de Boviànum, una de les ciutats principals dels samnites, en el primeríssim any de la guerra. Al llarg dels anys els historiadors han proposat diversos guions alternatius on feien que un o els dos cònsols lluitaren tant en contra dels samnites com en contra dels etruscs. Així doncs, a la vista de les proves disponibles, no hi cap conclusió definitiva sobre aquest assumpte.
Per l'any 297 aC els romans elegiren com a cònsols: Quint Fabi Màxim Rul·lià (cònsol per 4a vegada) i Publi Deci Mus (cònsol per 3a vegada). Aquests dos eren entre els comandants més experimentats de Roma i havien estat cònsols junts el 308 aC. Segons Livi les eleccions per al 297 aC ocorregueren enmig de rumors que els etruscs i samnites estaven alçant exèrcits enormes i que els etruscs estaven culpant els seus líders per no aliar-se amb el gals. És per això que els romans va anar a demanar Rul·lià que es presentés al càrrec, el qual declarà que només acceptaria elecció si P. Deci era elegit el seu col·lega. És impossible d'establir avui si Livi tenia proves en favor de l'existència d'aquests rumors, o si són només conjectures de Livi o de les seves fonts.
Livi és l'única font per conèixer els esdeveniments del 297 aC. Escriu que uns enviats de ciutats etrusques —Sutrium, Nepete i Falerii— arribaren a Roma amb notícies que s'estaven plantejant demanar la pau. Deslliurada Roma d'aquests tres punts de conflicte, els dos cònsols es van decidir a anar contra els samnites: Fabi avançaria passant per Sora i Deci a través del territori dels sidiquins. Un exèrcit samnita s'havia amagat en una vall a prop de Tifèrnum, però es descobrí i fou derrotat per Fabi en una batalla campal. Mentrestant, Deci acampà a Maleventum on derrotà un exèrcit apuli i després traslladà el seu exèrcit a Samnium. Els dos exèrcits consulars passaren llavors cinc mesos assolant el Samnium. Fabi també capturà la ciutat de Cimetra (de localització desconeguda). No hi ha cap problema essencial de credibilitat amb el relat de Livi pel que fa a l'any 297 aC, però no hi ha fonts paral·leles que el confirmin. La ruta de Fabi via Sora fins a Tifèrnum és complexa, però no insalvable. L'aparició d'un exèrcit apuli a Maleventum és sorprenent, ja que no se sap de cap hostilitat entre Apullia i Roma des de la pau del 312 aC. Tanmateix, els apulis es podrien haver dividit en la seva aliança amb Roma o haver provocat la guerra per la campanya d'Escipió l'any anterior. Els atacs de campanya de Deci, podrien formar part del patró més gran de guerra romana al sud-est de la península Itàlica, o fins i tot, Deci podria haver passat l'hivern a Apullia. No es coneix cap triomf en aquest any dedicat a cap dels cònsols, per això és improbable que tinguessin victòries de gran importància o que en fessin avenços significatius al Samnium.
Els romans s'alarmaren quan veieren que etruscs i gals s'uniren als samnites al nord de la península Itàlica. Els romans s'havien beneficiat d'una manca de coordinació entre els seus enemics, però ara Roma s'hi enfrontava alhora a tots dos.
Una mica d'alleujament va venir amb una victòria sobre els samnites al sud, però la batalla crucial va ser el 295 aC a Sentínum, Úmbria, al centre peninsular, en la qual hi intervenien més soldats que en qualsevol batalla prèvia. Al principi els romans resistien lluitant a la defensiva, però tot seguit van rebre un atac dels gals muntats en carros, cosa que va desmuntar la línia de contenció. Llavors Deci va invocar els déus i va ordenar una ofensiva, els romans es reuniren i acabaren esclafant les tropes dels samnites i gals. Els romans van vèncer gràcies a la seva autodisciplina, la qualitat de les seves legions i el seu lideratge militar.
No obstant això, els samnites lluitaren fins a la derrota en la batalla d'Aquilònia el 291 aC, però la resistència posterior fou desesperada. L'any següent se signà la pau en els termes més favorables pels samnites del que Roma hauria concedit a cap altre enemic tan tenaç.
Les ciutats de Campània, itàliques o gregues, a través de les quals Roma havia estat implicada en les guerres samnites —Càpua i altres—, eren ara aliades de Roma amb graus variables d'independència. S'establiren colònies militars romanes a Campània i també a la rodalia oriental del Samnium.
Després de la gran victòria de Roma a Sentínum, la guerra lentament s'aturà i va finalitzar el 282 aC. Roma emergia dominant tota la península Itàlica amb l'excepció de les ciutats gregues a l'extrem sud i a la plana padana; la vall del Po encara era una terra ocupada per gals.

## Cronologia
Primera Guerra Samnita (344 a 341 aC)
- 343 aC - Començament de la Primera Guerra Samnita.
- 342 aC - Batalla del Mont Gaurus
- 341 aC - Roma es retira del conflicte amb el Samni i entra a la guerra llatina en el bàndol del Samni.

Segona (o Gran) Guerra Samnita (326 a 304 aC)
- 327 aC - Captura romana de Neàpolis.
- 326 aC - Començament de la Segona Guerra Samnita.
- 321 aC - Batalla de les Forques Caudines amb gran derrota romana.
- 320 aC - Destrucció de Fregellae pels samnites.
- 315 aC - Batalla de Lautulae, a Terracina, amb superioritat dels samnites.
- 314 aC - Victòria romana a Saticula sota Fabi Rul·lià.
- 311 aC - Els etruscs s'uneixen als samnites contra Roma.
- Batalla del Llac Vadimonis (310 aC) entre Roma i els etruscs.
- 308 aC - La guerra s'intensifica quan umbres, picentins i marsis s'uneixen a la guerra contra Roma.
- 306 aC - Els hèrnics es revolten contra Roma.[25]
- 305 aC - Batalla de Boviànum, que acaba amb derrota samnita i és el final de la principal resistència.
- 304 aC - Desfeta dels eques.
- 304 aC - Final de la Segona Guerra Samnita. Roma estableix moltes colònies noves i guanya control sobre la majoria del centre i sud de la península Itàlica.

Tercera Guerra Samnita (298 a 290 aC)
- 298 aC - Començament de la Tercera Guerra Samnita.
- 298 aC - Escipió Barbat comanda la batalla de Volterra que aconsegueix una retirada etrusca.
- 298 aC - Els Romans capturen ciutats del Samni: Tauràsia, Bovianum Vetus i Aufidena.
- 297 aC - El cònsol romà Quint Fabi Màxim Rul·lià derrota els samnites a prop de Tifèrnum.[26]
- 295 aC - Batalla de Sentínum amb victòria romana.
- 294 aC - Victòria samnita a Lucera.
- 293 aC - Batalla d'Aquilònia, amb victòria romana.
- 291 aC - Els romans assalten la ciutat samnita de Venusia.
- 290 aC - Final de la Tercera Guerra Samnita.